# Givatayim
Givatayim (hebraisk: גִּבְעָתַיִם) er i dag en forstad til Tel Aviv beliggende syd for Ramat Gan. Givatayim har 59.518(2018)indbyggere.
Den moderne by blev grundlagt i 1922 som en bosættelse for arbejdere, der arbejdede i omegnen. Efterhånden blev der bygget flere bosættelser på de omkringliggende bakker og høje, som siden har udviklet sig til et større byområde og forstad. Her blev den første kooperative forretning åbnet og byen havde stor betydning under Uafhængighedskrigen.
Giv'Atayim har et planetarium med mange aktiviteter inden for astronomi og rummet, parker og en flot udsigt fra bakkerne ud over kystområdet og strandene ved Middelhavet. Byen er desuden nabo til de store forretnings-, handels- og underholdningscentre i Tel Aviv og Ramat Gan.